# Evel Knievel
Evel Knievel (17 octombrie 1938 – 30 noiembrie 2007), născut Robert Craig Knievel, a fost un cascador și artist american. În cariera sa, el a încercat peste 75 de salturi cu motocicleta de la rampă la rampă între 1965 și 1980, și în 1974, un salt nereușit peste Snake River Canyon într-o rachetă Skycycle X-2 cu aburi. Cele 433 de oase rupte pe care le-a avut de-a lungul carierei au intrat în Guinness Book of World Records ca supravețuitorul cu „cele mai multe oase rupte într-o cariera”. Knievel a murit de boli pulmonare în Clearwater, Florida, la 69 de ani. Potrivit The Times în timp ce scria necrologul, Knievel a fost unul dintre cele mai mari simboluri americane ale anilor '70. Knievel a fost introdus în Motorcycle Hall of Fame în 1999.